# Herb Curaçao

Herb Curaçao

Herb Curaçao przedstawia na tarczy dwudzielnej w słup w polu prawym srebrnym żaglowiec na morzu z rozwiniętymi żaglami z banderą holenderską na maszcie. W polu lewym drzewo pomarańczy gorzkiej (łac. Citrus aurantium) z owocami na gałęziach. Na tarczy sercowej herb Amsterdamu. Nad tarczą korona.
Statek to symbol Holenderskiej Kompanii Zachodnioindyjskiej, do której od 1634 roku należała wyspa.
Drzewo pomarańczowe nawiązuje do barw holenderskiej rodziny królewskiej (Oranje-Nassau), a pomarańcza gorzka jest jednym ze składników produkowanego tutaj trunku zwanego Curaçao.
Herb Amsterdamu symbolizuje główną siedzibę Kompanii Zachodnioindyjskiej i Fort Amsterdam w Willemstad, stolicy Antyli Holenderskich.